# Platanthera cumminsiana
Platanthera cumminsiana är en orkidéart som först beskrevs av George King och Robert Pantling, och fick sitt nu gällande namn av Jany Renz. Platanthera cumminsiana ingår i släktet nattvioler, och familjen orkidéer. Inga underarter finns listade i Catalogue of Life.